# 1840-talet

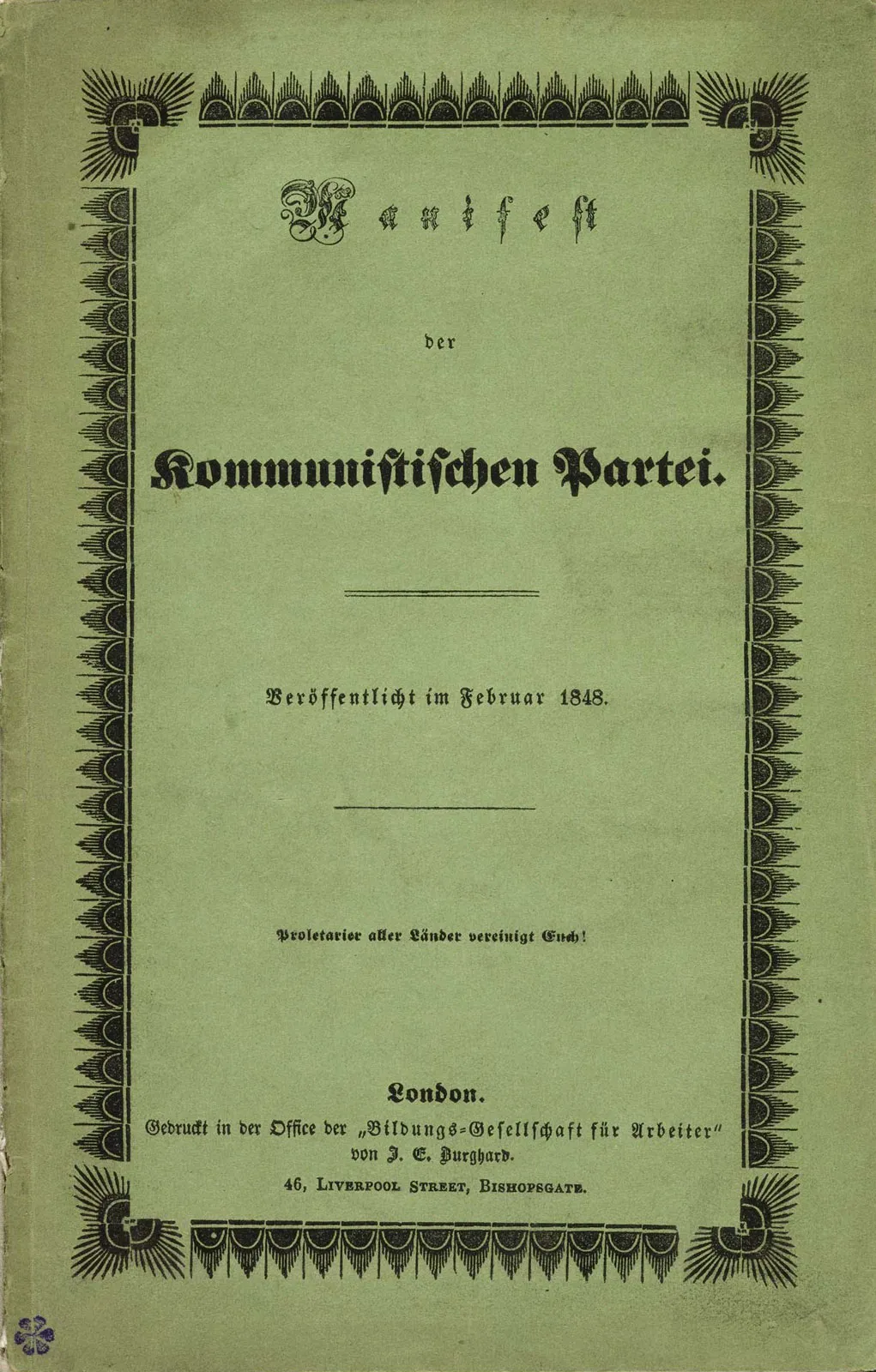
Karl Marx och Friedrich Engels utkom 1848 med Kommunistiska partiets manifest

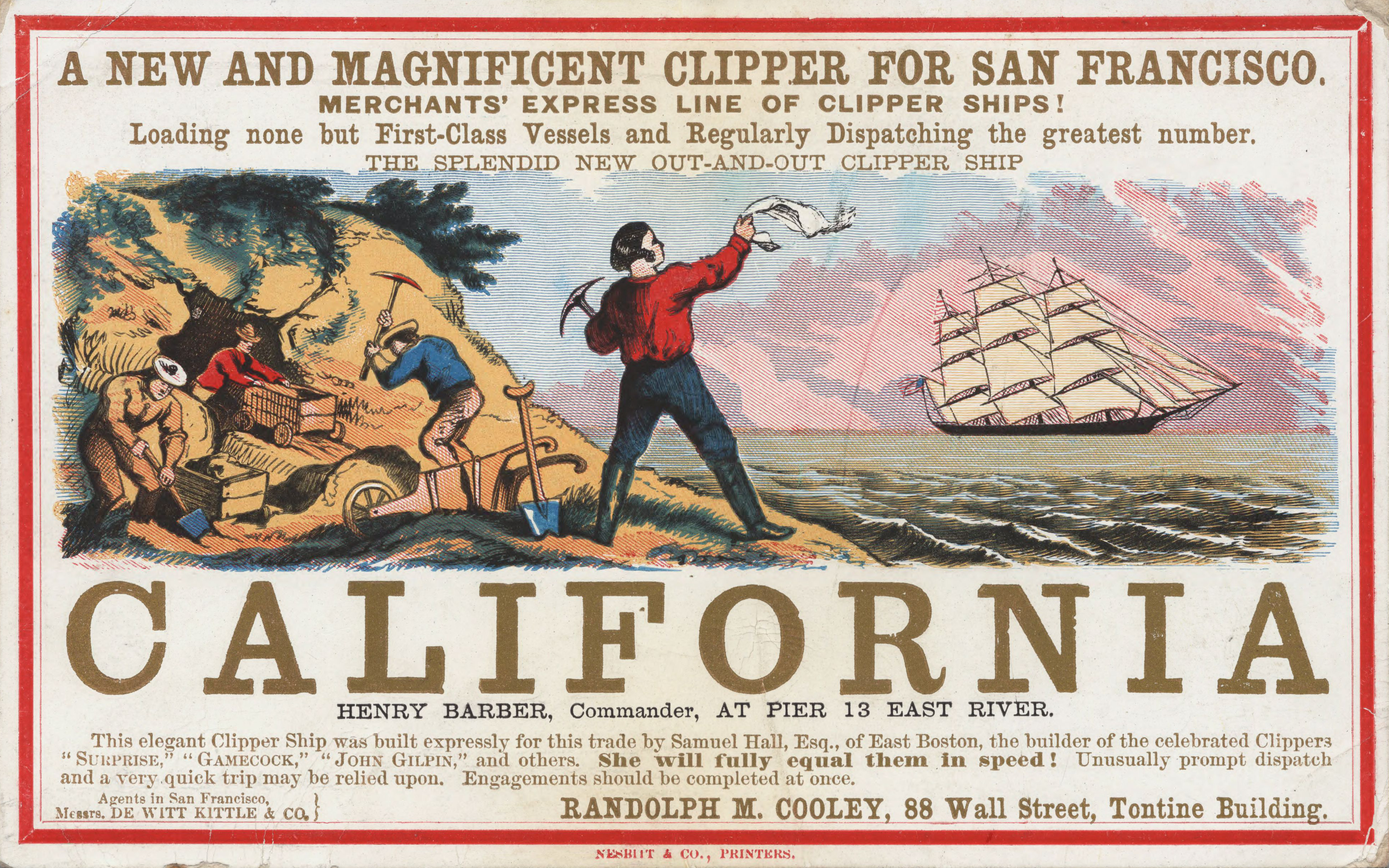
Guldrushen i Kalifornien.

## Händelser
- 1847 - Reglementerad prostitution införs i Sverige. Det förekommer även i fler andra europeiska länder.
- 1848 – Karl Marx och Friedrich Engels författar Kommunistiska partiets manifest.
- 1848 – Guldrushen i Kalifornien, USA börjar.

## Födda
- 1849 – August Strindberg, svensk författare och dramatiker.

## Avlidna
- 4 juni 1845 – Lasse-Maja, svensk brottsling.
- 1 juni 1846 – Gregorius XVI, påve.
- 20 januari 1848 – Kristian VIII av Danmark, kung av Danmark och kung av Norge.
- 7 oktober 1849 – Edgar Allan Poe, amerikansk skräckförfattare.